# Epirrhoe interrupta
Epirrhoe interrupta là một loài bướm đêm trong họ Geometridae.